# Rainer Wiegard

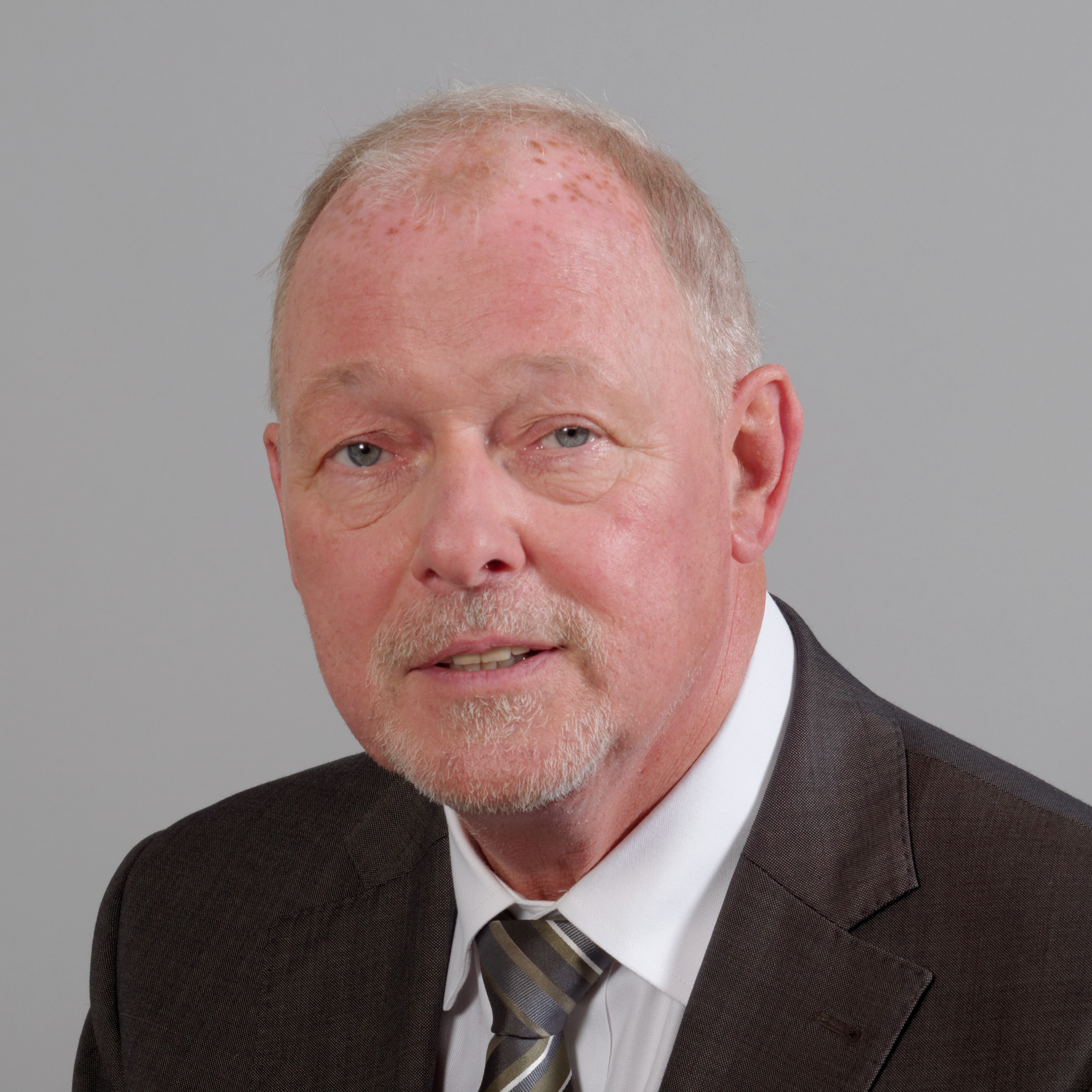
Rainer Wiegard (2013)

Rainer Wiegard (* 10. Juli 1949 in Hamburg) ist ein deutscher Politiker (CDU). Von 2005 bis 2012 war er Finanzminister und zusätzlich vom 22. Juli bis 27. Oktober 2009 Innenminister des Landes Schleswig-Holstein.

## Leben und Beruf
Nach der Mittleren Reife 1966 in Bargteheide absolvierte Wiegard eine Ausbildung zum Industriekaufmann bei den Hako-Werken in Bad Oldesloe. Von 1969 bis 1971 war er als Soldat auf Zeit bei der Bundeswehr und danach Organisationsberater. Von 1975 bis 2000 war er beim Bundesvorstand der Deutschen Angestellten-Gewerkschaft in Hamburg, zuletzt als Leiter des Bereiches Finanzen und Revision, tätig.
Rainer Wiegard lebt in Bargteheide ist in zweiter Ehe verheiratet und hat vier Kinder.

## Partei
Seit 1975 ist Wiegard Mitglied der CDU und war von 1996 bis 2006 Vorsitzender des CDU-Kreisverbandes Stormarn. Seit 2006 ist er Ehrenvorsitzender des CDU-Kreisverbandes Stormarn.
Von 1977 bis 1986 war er Vorsitzender der CDU Bargteheide.

## Abgeordneter
Von 1982 bis 1986 gehörte er dem Kreistag des Kreises Stormarn an.
Anschließend war er bis 1996 Mitglied der Stadtvertretung von Bargteheide und hier auch Vorsitzender der CDU-Fraktion.
Von 2000 bis 2017 war er Mitglied des Landtages von Schleswig-Holstein und war von 2001 bis 2005 finanzpolitischer Sprecher seiner Fraktion. Er ist auch Mitglied des Europaausschusses. Bei der vorgezogenen Landtagswahl in Schleswig-Holstein 2009 wurde er mit 37,8 Prozent der Erststimmen im Wahlkreis Stormarn gewählt. Bei der Landtagswahl 2012 gelang ihm mit 38,8 % die Wiederwahl. Bei der Landtagswahl 2017 trat er nicht mehr an.
Von 2007 bis 2012 war er Mitglied im Vermittlungsausschuss von Bundestag und Bundesrat.

## Öffentliche Ämter
Ab dem 27. April 2005 gehörte er dem von Ministerpräsident Peter Harry Carstensen (CDU) geführten Kabinett der Großen Koalition als Finanzminister des Landes Schleswig-Holstein an.
Nach dem Bruch der Großen Koalition im Juli 2009 wurden alle SPD-Minister zum Ablauf des 21. Juli 2009 von Ministerpräsident Carstensen aus ihren Ämtern in der Landesregierung entlassen. Die Leitung der betroffenen Ministerien wurde unter den verbliebenen Kabinettsmitgliedern aufgeteilt, Rainer Wiegard wurde dabei als Nachfolger von Lothar Hay die Zuständigkeit für das Innenministerium übertragen.
Ab dem 27. Oktober 2009 gehörte Rainer Wiegard dem zweiten Kabinett von Ministerpräsident Peter Harry Carstensen, das von einer CDU-FDP-Koalition getragen wurde, wiederum als Finanzminister an. Er verfolgte einen strikten Konsolidierungskurs mit dem Ziel, spätestens ab 2020 einen ausgeglichenen Haushalt ohne Neuverschuldung vorzulegen und mit der Tilgung der Altschulden zu beginnen. Er setzte sich dafür ein, dass Schleswig-Holstein als erstes Bundesland eine eigene Schuldenbremse in die Landesverfassung aufnahm. Außerdem warb er für ein einfaches, transparentes und gerechtes Steuerkonzept mit weniger Steuerarten, einfachen Tarifen, weniger Ausnahmen und mehr Pauschalierungen. Für die Einkommensteuer schlug er einen Staffeltarif mit vier bis fünf Stufen vor, für die Mehrwertsteuer den Wegfall des ermäßigten Steuersatzes bei einer Senkung des regulären Steuersatzes von 19 auf etwa 16 Prozent. Mit dem Regierungsantritt des Kabinetts Albig am 12. Juni 2012 schied er aus dem Amt.